# Hohnhorst
Hohnhorst est une municipalité de l'arrondissement de Schaumbourg en Basse-Saxe, en Allemagne.